# 軍艦の事故
本記事では軍艦の事故（ぐんかんのじこ）について記述する。軍艦とは戦闘を用途とする船であり、その性質上火薬・燃料油などの危険物を大量に搭載する。このため、一旦艦内で事故が発生すると、それはしばしば艦の存亡を危うくするほどの重大事態に発展する。

## 水上艦艇の事故

### 火災
一般に近代軍艦では火災の危険を局限するために可燃物を極力排除していることが多い（特にダメージコントロールの概念が浸透して以降）。しかし完全に排除することはできないし、船質が金属であるため何らかの要因により火花（スパーク）が発生する危険は常にある。また近年では電子兵装の比重が増し、この配線ケーブルなどが火災の発生源になった事例もある。
代表的な事例（国籍不同・発生日時順、以下同じ）

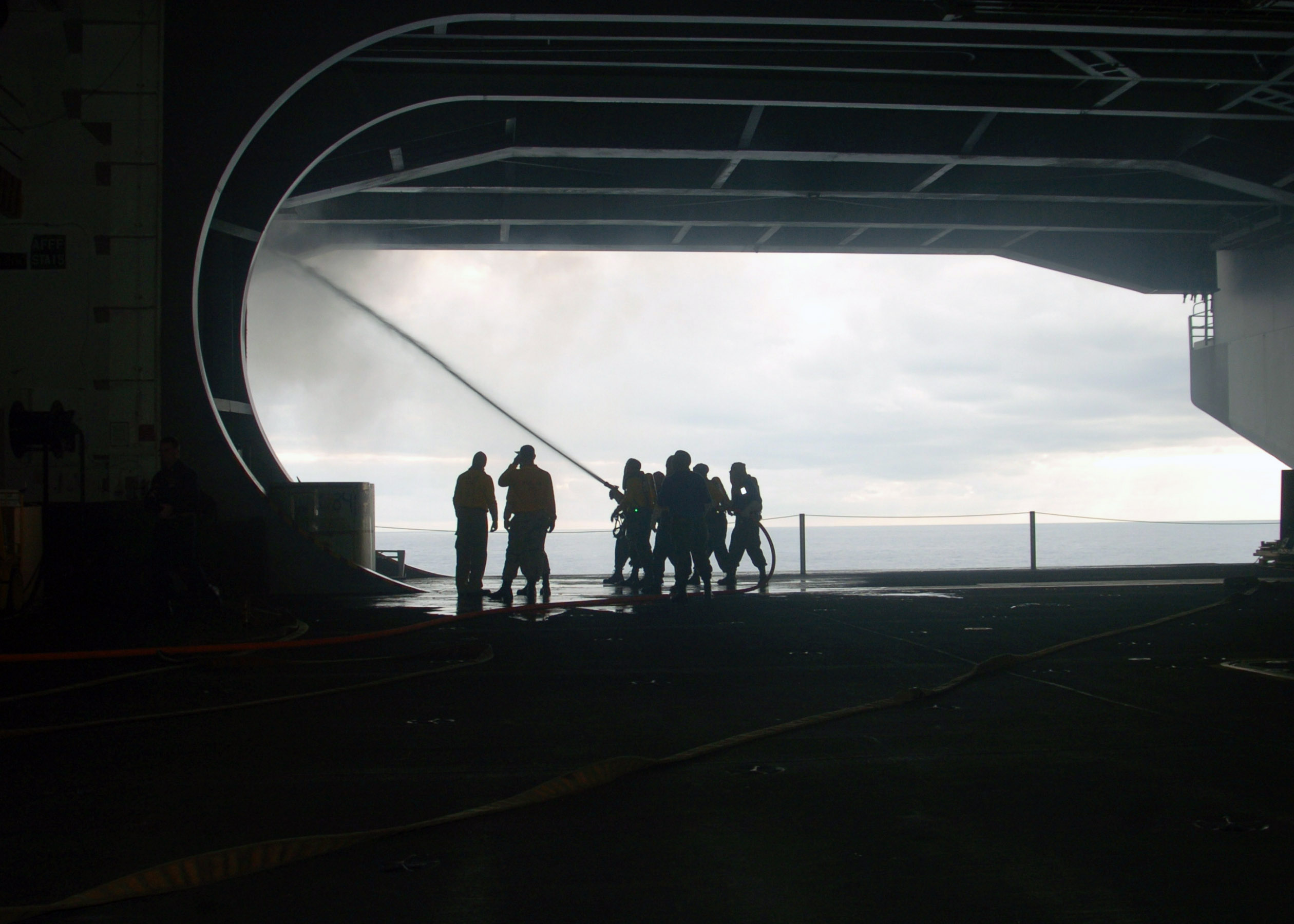
「ジョージ・ワシントン」での消火活動

- 横浜港ドイツ軍艦爆発事件（ドイツ） - 1942年11月30日、死者102名
横浜港新港埠頭で給油艦「ウッカーマルク」が空の油槽内を洗浄中に爆発。漏出した燃料油や近隣の停泊艦船にも引火し、同艦と仮装巡洋艦「トール」が全壊着底、他に2隻が全焼。
油槽内のスケール（堆積物）掻き落とし作業時の金属摩擦で発生した火花が積荷のガソリンから気化した揮発性ガスへ引火したとの説が有力である[1]。

- ターナー（アメリカ・駆逐艦）-1944年1月3日
ニューヨーク沖に停泊中、爆発事故を起こし沈没、天候が非常に悪く猛吹雪の吹く中、沿岸警備隊に試験配備されていたシコルスキー R-4による輸血資材の空輸が行われ乗員の救助に貢献した。

- いなづま（日本・警備艦） - 1960年6月5日、死者3名
函館ドック（現・函館どつく）函館造船所第1号乾ドックで前日の「あけぼの」との衝突事故の修理中、室内清掃に用いていたガソリンに引火し火災となる。
- しらね（日本・護衛艦） - 2007年12月14日
横須賀基地に停泊中、無人のCICより出火し、CIC内機器が全損。
無許可で艦内に持ち込まれ、艦内の電圧から通常の100Vに変圧されないままCICで使用されていた中国製冷温庫（飲料保温庫）の過熱が有力原因とされる[2][3]。
- ジョージ・ワシントン（アメリカ・原子力空母） - 2008年5月22日
南アメリカ西岸沖の南太平洋で、通常無人である後部の補助ボイラ排気区画より出火。鎮火には12時間かかり、その後の修理に3ヶ月を要した。
主因は艦内禁煙の規則に反する乗員の喫煙と煙草の不始末、副因に可燃物保管禁止区画への可燃性潤滑油の保管[4][5]。
- ボノム・リシャール（アメリカ・強襲揚陸艦） - 2020年7月12日
サンディエゴ海軍基地での近代化改修工事中に爆発し炎上。鎮火に4日かかり、艦全体の6割が損傷した事から、退役が決定した。
- カーグ（イラン・補給艦） - 2021年6月2日
オマーン湾を航行中に火災が発生し、イラン南部のバンダレ・ジャースク沖合で沈没。33名が負傷した[6]。
- うくしま（日本・掃海艇） - 2024年11月10日
福岡県の大島沖を航行中に機械室（エンジンルーム）から火災が発生。11日午前0時すぎに転覆したことにより鎮火した。その後、同日午前8時34分頃に沈没した[7][8]。

### 船体構造に起因する事故
新技術の採用や無理な性能要求等に起因した設計上の不備を主たる原因とする事案である。
代表的な事例

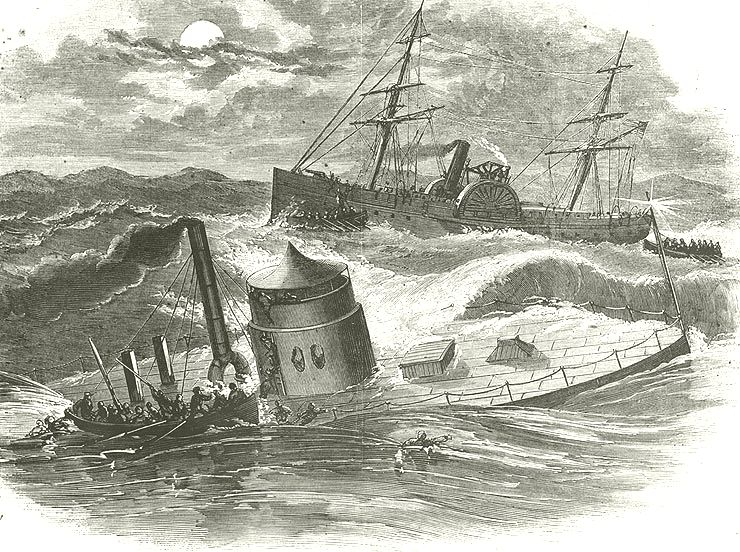
「モニター」の海難

- モニター（アメリカ・モニター） - 1862年12月31日、死者16名
ノースカロライナ州ハッテラス岬沖を運送船「ロードアイランド」に曳航されて航行中、嵐により転覆沈没。
モニターという艦種（同艦が嚆矢のためこの名がある）は重い砲塔と水線上装甲を持つ装甲艦でありながら、低乾舷・平底で航洋性を著しく欠く構造であった。
- 友鶴事件（日本・水雷艇） - 1934年3月12日、死者・行方不明者100名
長崎県大立島南方近海で、荒天でローリングした水雷艇「友鶴」が転覆。随伴の佐世保警備戦隊旗艦「龍田」に曳航されて翌日佐世保海軍工廠の乾ドックに入渠、排水の上、艇内の生存者10名が救出された（他に3名が自力脱出）[9]。
原因は高重心による復原力不足。ロンドン海軍軍縮条約の大型艦保有制限に対応した小型艦艇の武装過多が背景として指摘され、事故後多くの艦艇が重心低下・復原力向上の改修を迫られた。
艇は翌年5月、改修の上再就役した。

### 天候・海象に起因する事故
軍艦も船舶であり、天候の影響から逃れられるものではない。嵐・高波による転覆・沈没事案は枚挙に暇がない。
代表的な事例
- 開陽丸（江戸幕府・汽走フリゲート）と神速丸（江戸幕府・運送船） - 1868年12月28日・1869年1月4日
明治元年11月15日（旧暦）、「開陽丸」が蝦夷地江差沖に錨泊中、北西の局地風である「たば風」により走錨し座礁（約10日後に沈没）。22日、離礁支援活動中の「神速丸」も「たば風」により座礁沈没。
主因は現地気象の調査不足。加えて現地の海底は岩盤で、錨爪により得られる把駐力が限られる底質であった[10]。
- キャプテン（イギリス・砲塔艦） - 1870年9月6日、死者約480名
スペインのフィニステレ岬沖を航行中、強風で転覆（英語版）沈没。生存者18名。
原因は諸説あるが、小型の船体に武装過多による復原力不足との説が有力である。
- エルトゥールル号遭難事件（オスマン帝国・汽走フリゲート） - 1890年9月16日、死者・行方不明者587名前後（諸説あり）
和歌山県紀伊大島樫野埼灯台東方で、台風に遭遇した「エルトゥールル」が触礁沈没。大島村（現・串本町）住民の献身的な救護活動により69名が救助され、翌年日本軍艦で送還された。
一連の活動はトルコの親日感情を大きく醸成し、現在に至るまで影響を及ぼしている。
- 扶桑（日本・中央砲郭艦） - 1897年10月29日
愛媛県長浜町沖の伊予灘で錨泊中、荒天で錨鎖を切断され漂流し、僚艦「松島」の衝角に衝突後「厳島」の右舷に接触し沈没。
艦は翌年6月浮揚され、修理・改装の後1900年4月再就役した。
- アポロ級シビル（イギリス・防護巡洋艦） - 1901年1月16日
ケープ植民地西ケープ州沖で、荒天で風に流され、沿岸に座礁し沈没。
- 春雨（日本・駆逐艦） - 1911年11月24日、死者44名
荒天により三重県の的矢湾口、長岡村（現・鳥羽市）菅埼付近の暗礁で触礁沈没。生存者20名。
- 新高（日本・防護巡洋艦） - 1922年8月26日、死者300名超
カムチャツカ半島オゼルナヤ沖で錨泊中に暴風雨で走錨、沿岸に座礁し浸水転覆。生存者16名。
- 早蕨（日本・駆逐艦） - 1932年12月3日、死者104名
馬公要港部向けの補給物資を輸送中、台湾島北方沖の東シナ海で荒天に遭遇し、右舷からの大波で転覆沈没。生存者14名。
主因は甲板上への物資の過搭載であるが、高重心による復原力不足が遠因になったとの指摘もある[9]。
- 第四艦隊事件（日本） - 1935年9月26日、死者54名
大演習中の艦隊が三陸沖で台風に遭遇し、船体切断（駆逐艦2隻）、重大損傷（航空母艦2隻、駆逐艦4隻等）、外板に亀裂・皺・リベット弛緩（重巡洋艦2隻、潜水母艦1隻、駆逐艦多数）等の大きな被害が生じた。
想定規模を超えた荒天、無理な設計による船体強度不足等、様々な要因が提示され、以後の日本海軍の艦艇設計に重大な影響を与えた。
- ウォリントン(アメリカ海軍・駆逐艦) - 1944年9月14日
バハマ沖を航行中ハリケーンに巻き込まれ遭難沈没。
ウォリントン自体が重装備の駆逐艦でトップヘビーになっていたのが災いし沈没に至った。
- ハル、モナハン、スペンス（アメリカ海軍・駆逐艦） - 1944年12月18日
いずれも第3艦隊所属としてフィリピン攻略戦へ参加中にサマール島沖で巨大な台風（アメリカ名Typhoon Cobra）に遭遇し沈没。
原因としては、スペンスは燃料不足による復原力の低下。
ハルとモナハンは開戦後に追加された対空兵装によるトップヘビーや、そもそもの凌波性・対波性の不足が挙げられる。
又この台風により、空母を含む多数の艦船に損傷が発生し、100機以上の航空機が流失、3艦を含む全体での死者は790名に上っている。
- ダトゥ・カランチャウ（フィリピン海軍・フリゲート）- 1981年9月21日、死者79人
フィリピン北部カラヤン島にて台風による事故で喪失、乗員97人中79人が事故により亡くなりフィリピン海軍史上最悪の海難事故の一つと言われる。
ダトゥ・カランチャウの前身キャノン級護衛駆逐艦のブースは艦齢30超える老朽艦であった。
- テルク・ジャカルタ（インドネシア海軍・揚陸艦）- 2020年7月14日
ジャワ海のカンゲアン諸島北東55カイリにて、浸水により機関が停止し沈没[11]。乗員55人は全員脱出に成功した[12]。当日は2.5 - 4mの波があったとされる[12]。

### 失跡
単独航海をしていた船舶がいつまで待っても目的地に現れずに忽然と姿を消してしまう事案は古来軍民を問わず時々発生しており、中にはそれきり再発見に至らない事例がある。天候・海象により遭難したとの推定がなされることが多いが、いずれも原因不明である。
代表的な事例
- 畝傍（日本・防護巡洋艦） - 1886年12月、乗艦者90名
フランスで建造され日本へ回航中、シンガポール発後に消息を絶つ。
原因は諸説あるが、南シナ海で荒天により転覆沈没したとの説が有力である。
後に本艦喪失の保険金により代艦として「千代田」が建造された。
- プロテウス級給炭艦　1番艦「プロテウス」、2番艦「ネレウス」、4番艦「サイクロプス」（アメリカ・給炭艦） 
プロテウスは1941年11月に、ネレウスは1941年12月に、サイクロプスは1918年3月にそれぞれ消息を絶っている。
荒天遭遇説、船体欠陥説、二度の大戦における交戦国であったドイツ艦艇による被攻撃説や被拿捕説のいずれも戦後の調査によって否定され、他にはドイツへの寝返り説なども唱えられているが、手掛かりは皆無である。
なお、3番艦「ジュピター」は航空母艦への改装を受け、「ラングレー」となった。

| 「畝傍」と「プロテウス級給炭艦」3隻の失跡事案は海事史上のミステリーとして名高い。 |  | 「畝傍」と「プロテウス級給炭艦」3隻の失跡事案は海事史上のミステリーとして名高い。 |
| 「畝傍」と「プロテウス級給炭艦」3隻の失跡事案は海事史上のミステリーとして名高い。 |  |                                                                                   |

### 座礁
軍艦は商船のように調査済の海路ばかりを通航するとは限らず、沿海では座礁の危険と隣り合わせである。
代表的な事例

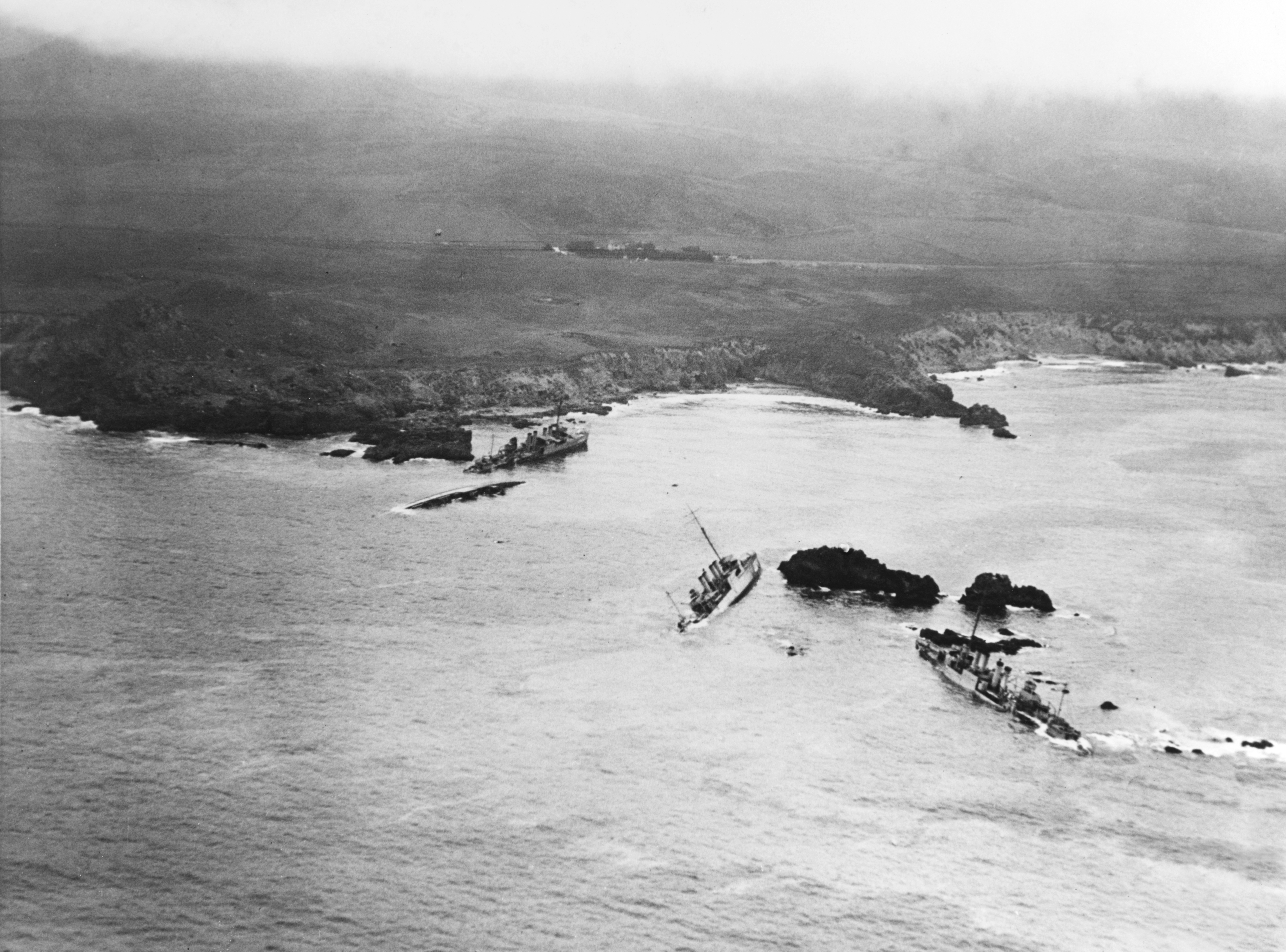
ホンダポイントで座礁した米駆逐艦群

- モンターギュー（イギリス・前弩級戦艦） - 1906年5月30日
濃霧の中でブリストル海峡ランディ島付近に座礁し、浸水転覆。
- 浅間（日本・装甲巡洋艦） - 1915年1月31日
メキシコのバハ・カリフォルニア半島中部西岸で、海図に未記載の暗礁で座礁し行動不能に。工作艦「関東」の支援により離礁したのは同年5月8日であった。
- 時津風（日本・駆逐艦） - 1918年3月25日
宮崎県青島村（現・宮崎市）折生迫海岸で座礁大破。船体は現場解体され、機関および一部兵装・備品を再用して舞鶴海軍工廠で修理名目により同一設計・同名の代艦が建造された。
- ホンダポイント遭難事件（アメリカ・駆逐艦） - 1923年9月8日、死者23名
カリフォルニア州沖を訓練航行中の米駆逐艦戦隊が航法の誤りにより次々と座礁、7隻が沈没、2隻が小破。
- 関東（日本・工作艦） - 1924年12月11日、死者99名
舞鶴港に向けて日本海を航行中吹雪に遭遇し航路を逸脱、福井県河野村（現・南越前町）の二ッ栗岩に乗り揚げ沈没。
- 国後（日本・特別輸送艦）と神風（日本・特別輸送艦） - 1946年6月4日・7日
静岡県御前崎付近で「国後」が座礁大破。3日後、同艦の救援に来航した「神風」も付近で座礁。両艦とも放棄、のち解体。
- ラムーア・カウンティ（アメリカ・戦車揚陸艦） - 2000年9月12日
チリ海軍との共同訓練中にチリのアントファガスタ州沿岸で座礁し、舵・推進器をはじめ艦底を激しく損傷して多量の燃料油を漏出した。
艦は復旧を断念され同年11月17日付で除籍、船体は翌年実艦標的として処分された。
- ノッティンガム（イギリス・ミサイル駆逐艦） - 2002年7月7日
タスマン海ロード・ハウ島東岸のウルフ岩礁で座礁し、バウ・ソナー脱落等の被害を受け、自力離礁不能に。
艦は重量物運搬船に積載されてイギリスに回航され、修理には2600万ポンドの費用と2年の期間を要した[13][14]。
- いなづま（日本・護衛艦） - 2023年1月10日
広島県の造船所での修理を終え、エンジンの状態を確認する試験運転のため、山口県周防大島町の南方の海域を航行中に浅瀬に誤って接触してスクリューが損傷し、自力航行が不能となった[15][16]。
海上幕僚監部の事故調査委員会が艦長の指揮監督が不適切だったなどとする報告書を公表した。なお、「いなづま」の修理期間は数年程度かかる見通しで、費用は2023年5月時点で40億円程度と見込んでいる[17]。
- ペンデカール（英語版）（マレーシア・高速戦闘艇） - 2024年8月25日
マレーシア南部ジョホール州のタンジュン・ペニュソップから南東に2浬の地点で沈没した。機関室への浸水が発生してそれをくい止められずに艇を放棄した。乗組員39名は全員が救出された[18]。原因については、当初座礁と水中のなにかと接触したという説があったが[18]、同年10月28日に公表された海軍の調査報告では、航法ミスにより座礁し、老朽化した船体構造のため浸水が区画を超えて急速に拡大して沈没に至ったとされた[19]。なお、艇は浮揚回収されたが、浮揚作業の際に潜水士1名が事故死している[19]。
- マナワヌイ（英語版）（ニュージーランド・多目的支援艦） - 2024年10月5日
南太平洋のサモア沖で座礁し、10月6日朝までに沈没した。乗員75人は救命ボートなどで脱出し、救助された[20]。

### 海氷による事故
イギリス客船「タイタニック」の氷山接触の例でもよく知られているように、海氷はひとたび衝突すれば他の浮流物とは比較にならない破壊力で鋼船をも引き裂く、航行の危険となる障碍物である。
代表的な事例
- チャタヌーガ（アメリカ・汽走スループ） - 1871年12月
南北戦争終戦に伴う軍艦余剰のため竣工の目処が立たないままフィラデルフィア海軍造船所に係船中、流氷により船体に破口を生じ沈没。
- ふじ（日本・砕氷艦） - 1970年2月25日
昭和基地北方の南極海で砕氷行動中、海氷により右推進軸の推進翼全4枚を折損。氷状が好転して自力脱出するまで3週間ビセット（氷海に閉じ込め）された。

### 軍艦間の水上衝突
軍民を問わず、衝突事故は多くの場合、船舶間での錯誤などに起因する。
軍艦の場合は商船などより緊密な隊形を組む = 相互の間隔が狭いことが多く、事故が発生し易い。また1910年代頃までは衝角を装備した艦が少なからず存在し、これが被害を拡大させた。
代表的な事例
- ヴィクトリア（イギリス・戦艦）とキャンパーダウン（イギリス・戦艦） - 1893年6月22日、死者358名
東地中海での演習で2列縦陣で航行中、司令官が左列に右回頭、右列に左回頭を命じたため両列の先頭艦同士が衝突。「ヴィクトリア」は「キャンパーダウン」の衝角に船腹を破られて沈没した。生存者357名。

| 沈没する「ヴィクトリア」（右）。左の艦は戦艦「ナイル」 |  | 衝突した「キャンパーダウン」艦首 |
| 沈没する「ヴィクトリア」（右）。左の艦は戦艦「ナイル」 |  | 衝突した「キャンパーダウン」艦首 |

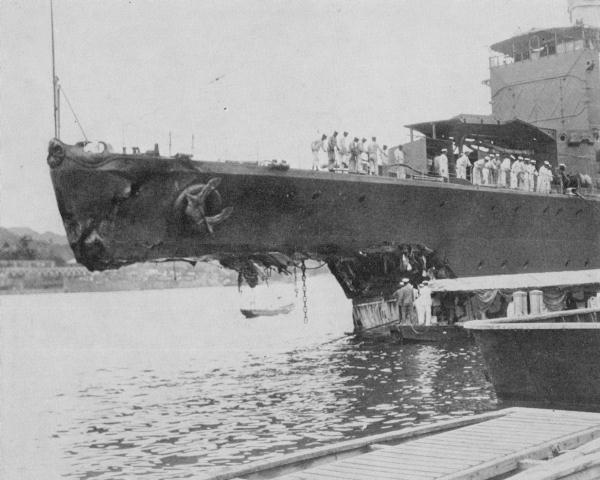
美保関事件で「蕨」と衝突し艦首を大破した「神通」

- 春日（日本・装甲巡洋艦）と吉野（日本・防護巡洋艦） - 1904年5月15日、死者300名超
濃霧の黄海で「吉野」の左舷中央部に「春日」が衝突し、「吉野」は「春日」の衝角に船腹を破られて沈没。日露戦争中の情報統制により、事故は戦後まで公表されなかった。
本件は以後の日本海軍の新造艦における衝角廃止のきっかけとなった。
- 美保関事件（日本） - 1927年8月24日、死者119名
島根県美保関町（現・松江市）沖で、艦隊の夜間演習中に発生した多重衝突事故。軽巡洋艦「神通」と駆逐艦「蕨」、軽巡洋艦「那珂」と駆逐艦「葦」がそれぞれ衝突し、「蕨」「葦」が船体を切断され、「蕨」は沈没し「葦」は大破した。
- 北上（日本・軽巡洋艦）と阿武隈（日本・軽巡洋艦） - 1930年10月20日
特別大演習における夜間演習で「北上」の後方に「阿武隈」が続航中、「阿武隈」が「北上」の左舷中央部に衝突。「阿武隈」は1番主砲塔より前部の艦首を喪失。
- 電（日本・駆逐艦）と深雪（日本・駆逐艦） - 1934年6月29日
済州島南方で演習中に「深雪」艦中央部に衝突、「深雪」の船体は断裂し後部はその場で沈没、前部は軽巡洋艦「那珂」が曳航しようとするも途中で断念し放棄、「電」は艦首部を喪失し、軽巡洋艦「那珂」に曳航され、後進で佐世保に帰投、修理は呉で約三ヶ月間かけて行われた。この事故により死者３名、行方不明者２名が出た。尚、この事故により「深雪」は戦前に沈没した唯一の特型駆逐艦となった。
- ワスプ（アメリカ・航空母艦）とホブソン（アメリカ・掃海駆逐艦）
1952年にアメラダへ帰港する際、進路変更をした「ワスプ」が掃海駆逐艦「ホブソン」の左舷に衝突。
「ワスプ」は艦首下部を喪失「ホブソン」は船体を両断され艦長以下170名以上の死者を出し沈没した。
- あけぼの（日本・警備艦）といなづま（日本・警備艦） - 1960年6月4日、死者2名
津軽海峡東方で夜間対潜訓練中、「あけぼの」が「いなづま」の右舷艦橋直下に衝突。「あけぼの」は艦首を折損、「いなづま」は11室が全壊。
原因は「あけぼの」側の命令誤認。
- メルボルン（オーストラリア・軽空母）とヴォイジャー（オーストラリア・駆逐艦） - 1964年2月10日、死者82名
- フランク・E・エヴァンズ（アメリカ海軍・駆逐艦） - 1964年6月3日、死者74名
夜間、併走していた両艦は右転するも針路が錯綜し衝突、「ヴォイジャー」が沈没
同年6月に南シナ海においてアメリカ海軍駆逐艦「フランク・E・エヴァンズ」と衝突、「フランク・E・エヴァンズ」は艦首切断の損傷を負い7月1日に除籍となった。こちらの事故も夜間に「メルボルン」艦首に向け横切り駆逐艦の操艦ミスが事故に繋がった。
- ジョン・F・ケネディ（アメリカ・正規空母）とベルナップ（アメリカ・ミサイル巡洋艦） - 1975年11月22日、死者7名
シチリア島東方のイオニア海で荒天下の夜間演習中、「ジョン・F・ケネディ」左舷のアングルド・デッキ張出部に「ベルナップ」の艦橋が衝突。「ベルナップ」は火災を生じ、上部構造物が完全に溶解焼失して2時間半後に鎮火。搭載していた核弾頭への延焼は無かった[21]。
同巡洋艦の修理期間は翌年初めから1980年5月まで51ヶ月余に及んだ。
本件はフォークランド紛争における英21型フリゲートの被爆火災と並び、戦闘艦の上部構造物へのアルミニウム合金使用の火災脆弱性を世に知らしめることとなった。

| 「ベルナップ」は衝突による火災でアルミニウム合金製の上部構造物がすっかり熔け落ちた。 |  | 「ベルナップ」は衝突による火災でアルミニウム合金製の上部構造物がすっかり熔け落ちた。 |
| 「ベルナップ」は衝突による火災でアルミニウム合金製の上部構造物がすっかり熔け落ちた。 |  |                                                                                      |

- あまぎり（日本・護衛艦）とはまぎり（日本・護衛艦）- 1992年8月28日
房総半島南東約550Kmの太平洋上で夜間訓練中に「あまぎり」の右舷後部に「はまぎり」の艦首が衝突した。双方ともけが人なし。「あまぎり」には右舷後部に約4mの亀裂、「はまぎり」の前部に約3mの亀裂[22]。
- セオドア・ルーズベルト（アメリカ・原子力空母）とレイテ・ガルフ（アメリカ・イージス巡洋艦） - 1996年10月14日
ノースカロライナ州沖で「セオドア・ルーズベルト」の試運転中、後続してきた「レイテ・ガルフ」が後進をかけた同空母の艦尾に追突。
空母は700万ドル、巡洋艦は900万ドルの修理費を要した[23]。
- デンバー（アメリカ・ドック型揚陸艦）とユーコン（アメリカ・給油艦） - 2000年7月13日
オアフ島西方沖で、洋上給油のために「ユーコン」の右につこうと同給油艦の後方より接近した「デンバー」が「ユーコン」の右舷後部に衝突。給油艦の油槽破損および燃料油漏出は無かった。

| 衝突した「デンバー」の艦首 |  | 衝突された「ユーコン」の右舷後部 |
| 衝突した「デンバー」の艦首 |  | 衝突された「ユーコン」の右舷後部 |

### 民間船との水上衝突
軍艦の衝突相手が民間船であった場合、往々にして責任の所在や補償交渉などで世間を騒がせることになる。
代表的な事例
- 千島（日本・通報艦） - 1892年11月30日、死者74名
愛媛県興居島北方の釣島海峡で未明、反航する英P&O社の貨物船「ラヴェンナ」に衝突され沈没。生存者16名（千島艦事件）。
日本政府はイギリスで損害賠償訴訟を起こし、P&O社は解決金を支払い和解。本艦喪失の保険金により代艦として「龍田」が建造された。
- キュラソー（イギリス・軽巡洋艦）とクイーン・メリー（イギリス・客船） - 1942年10月2日、死者239名
アイルランド島ドニゴール県沖を船団護送中、対潜警戒のジグザグ行動をとった「クイーン・メリー」が「キュラソー」の側面に衝突し、「キュラソー」は船体を切断され沈没。生存者99名。
イギリス政府は「クイーン・メリー」船主のキュナード・ホワイト・スター社（現・キュナード・ライン）を相手取り損害賠償訴訟を起こすも敗訴。
- てるづき（日本・護衛艦） - 1963年3月30日、死者5名
浦賀水道航路を未明に通航中、右舷後部に貨物船「賀茂春丸」が追突。
- アーサー・W・ラドフォード（アメリカ・駆逐艦） - 1999年2月5日
バージニア州沖で夜間、浮標に繋泊中にサウジアラビアの貨物船「サウジ・リヤド」と衝突、艦首右舷を中破。
- 護衛艦あたご漁船清徳丸衝突事件（日本・イージス護衛艦） - 2008年2月19日、死者2名
千葉県野島埼南方沖で未明、護衛艦「あたご」と漁船「清徳丸」が衝突、「清徳丸」は船体を切断され沈没。
原因は漁船側が回避義務を怠ったからとされている[24]。
なお、海難審判では、原因は「あたご」側の監視不十分とされている[25]。
- 護衛艦くらまコンテナ船カリナ・スター衝突事件（日本・護衛艦）- 2009年10月27日、負傷者6名
2009年10月27日19時56分頃関門海峡において護衛艦「くらま」と大韓民国籍コンテナ船「カリナ・スター」が衝突。
この事故で「くらま」側は、艦首から出火し、10時間半後に鎮火に成功したが乗員6名が負傷、アンカー巻上げ部も含む艦首部分がほぼ全壊、全焼し単独航行は難しい状態になった。
なお、「カリナ・スター」側に負傷者はなかった。
- おおすみ衝突事故（日本・輸送艦） - 2014年1月15日
広島県大竹市阿多田島東方沖で8時頃、輸送艦「おおすみ」とプレジャーボート「とびうお」が衝突、とびうおが転覆し船長と乗客の2名が死亡。
衝突までの1分間に、「とびうお」が「おおすみ」側に航路を変更したことが原因とされる[26]。
- フィッツジェラルド（アメリカ・ミサイル駆逐艦）とACX クリスタル（フィリピン・コンテナ船） - 2017年6月17日
静岡県賀茂郡南伊豆町沖を航行中にフィリピン船籍コンテナ船ACX クリスタルと衝突。右舷を大きく損傷し浸水。フィッツジェラルドの艦長が負傷し米海軍横須賀基地の海軍病院にヘリコプターで搬送され、同艦乗組員は他に負傷2人、死亡7人[27][28][29]。
- ヘルゲ・イングスタッド（ノルウェー・イージスフリゲート）と石油タンカー - 2018年11月8日
北大西洋条約機構（NATO）主導の軍事演習トライデント・ジャンクチャー（Trident Juncture）から帰還する途中、ベルゲン北部の沿岸でマルタ船籍の石油タンカー「Sola TS」と衝突。同艦は沈没回避のため岩場へ意図的に座礁させた[30]が、何らかの理由で沈没防止用のケーブルが切断された事により水没が進行し上部を残してほぼ水没した[31]。
- のとじま（日本・掃海艇） - 2019年6月26日
広島県三原港沖の青木瀬戸を航行中、貨物船「ジェイケイIII」（総トン数699t）と衝突。右舷後方が大きくえぐれる被害を受け、航行不能となった[32]。
造船所による被害調査の結果、復旧には修理期間が1年半、修理費用として11億円を要する見込みであることから修理を断念し、2020年6月12日に除籍された[33]。

## 艦載兵器による事故
近代軍艦が装備もしくは搭載する兵器はその多くが火薬を用いた火器であり、品質不良や作動不良があったり取扱いを誤ったりするとたちまち大事故に直結し、多くの人命や艦そのものを危機に晒すことになる。

### 弾薬庫の発火
弾薬庫に搭載した砲弾・装薬・爆弾等が何らかの要因により発火・爆発に至った事案である。海軍内部でのいじめに対する報復が原因で起きた事件もある、とされる。
爆発に伴い発生したエネルギーは船体に重大なダメージを与え、しばしば船体の切断や水線下への破口形成等に発展し、艦の沈没に直結する。
代表的な事例

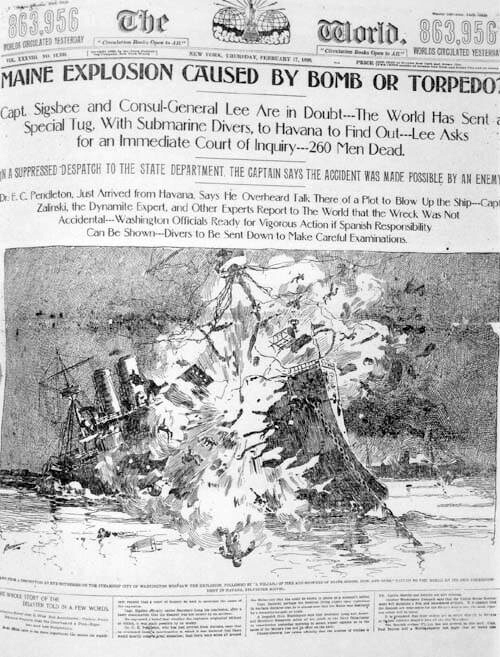
「メイン」爆沈を伝えるアメリカの新聞

- メイン（アメリカ・戦艦） - 1898年2月15日、死者266名（日本人8名を含む）
ハバナ湾に停泊中、前部弾薬庫が爆発し沈没。
この事件は政治的に利用され、2ヶ月後の米西戦争開戦の口実とされた。
- 三笠（日本・前弩級戦艦） - 1905年9月11日、死者339名
佐世保港内に停泊中、後部弾薬庫が爆発し沈没。
艦は翌年8月浮揚され、修理の後1908年4月再就役した。
- 松島（日本・防護巡洋艦） - 1908年4月30日、死者223名前後
馬公港内に停泊中、後部弾薬庫が爆発し沈没。
- レオナルド・ダ・ヴィンチ（イタリア王国海軍・弩級戦艦） - 1916年8月2日、死者249名
ターラント港内に停泊中、爆発事故により沈没。イタリア当局は『爆発はオーストリア＝ハンガリー帝国による破壊工作だ』と主張した。
- インペラトリッツァ・マリーヤ（ロシア・弩級戦艦） - 1916年10月20日、死者225名
セヴァストポリ港内に停泊中、火災が副砲弾薬庫に引火し爆発・沈没。生存者85名。
- 筑波（日本・巡洋戦艦） - 1917年1月14日、死者73名
横須賀港内に停泊中、前部弾薬庫が爆発し沈没。
- ヴァンガード（イギリス・弩級戦艦） - 1917年7月9日、死者843名
スカパ・フローに停泊中、弾薬庫が爆発し沈没。
- 河内（日本・弩級戦艦） - 1918年7月12日、死者621名
徳山湾に停泊中、1番主砲塔付近で爆発があり、横転し沈没。生存者438名。
- 陸奥（日本・超弩級戦艦） - 1943年6月8日、死者1,121名
柱島泊地に停泊中、3番主砲塔付近で爆発があり、船体を切断され沈没。生存者350名。
原因は諸説ある。一時は対空弾「三式通常弾」の自然発火説が有力であったが現在ではほぼ否定されている。
- ノヴォロシースク（ソビエト連邦海軍・弩級戦艦） - 1955年10月29日、死者652名
セヴァストポリ港内に停泊中、爆発事故により沈没。原因は諸説あるが掃海漏れ機雷とされた。

### 武器周辺での事故
砲側や魚雷発射管、ミサイル発射機など武器の周辺で、火薬ないし機械等により事故となった事案である。
代表的な事例

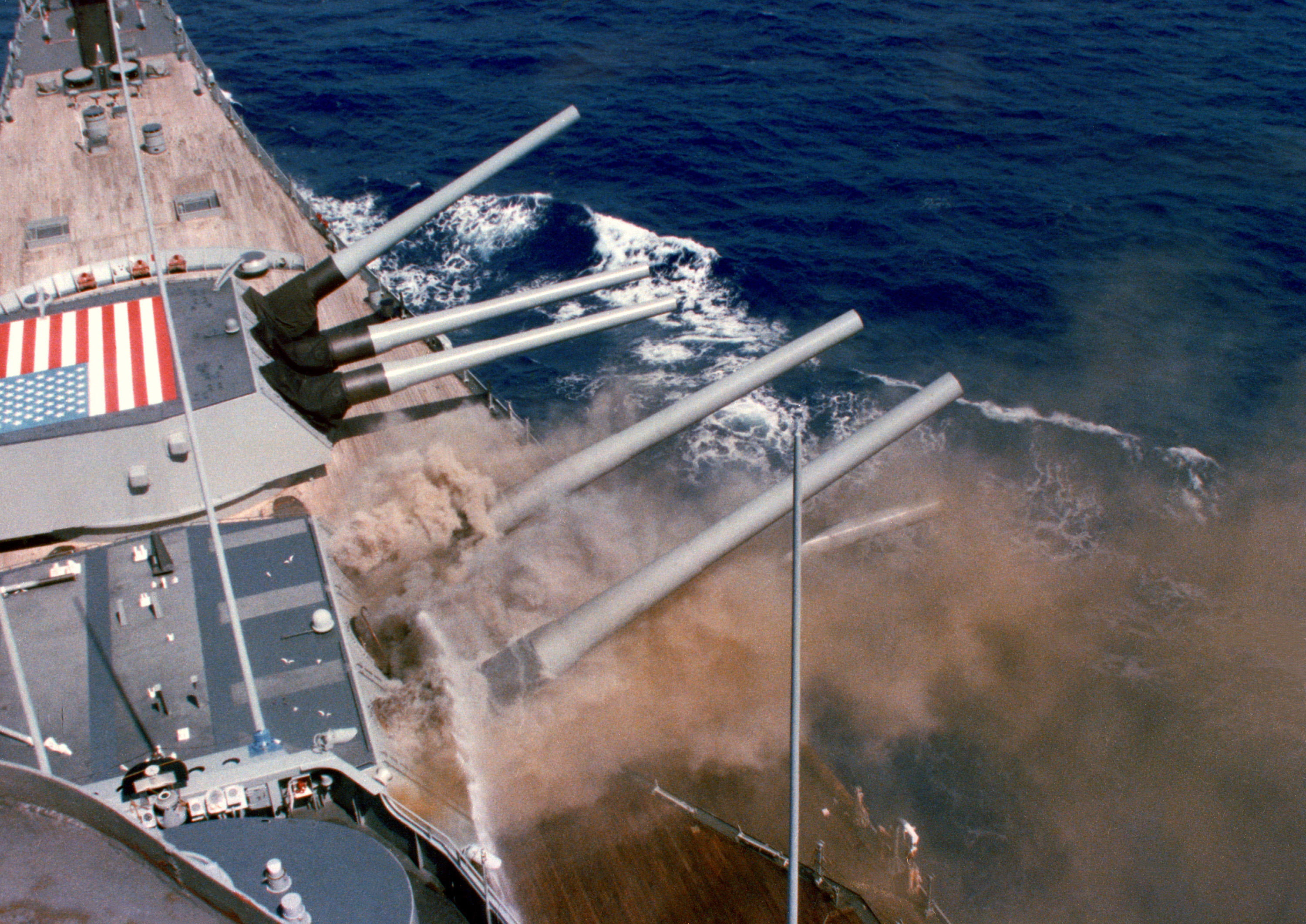
内部爆発で発煙する「アイオワ」の2番主砲塔

- 常磐（日本・機雷敷設艦） - 1927年8月1日、死者35名
佐伯湾で機雷敷設の準備作業中、機雷1個が爆発し、他の2個に誘爆。
- 足柄（日本・重巡洋艦） - 1935年9月14日、死者24名
室蘭市沖で射撃演習中、2番主砲塔右砲に装填中の装薬に残留火気が引火し爆発。
- バイーア（ブラジル・防護巡洋艦）- 1945年7月4日、死者339名以上
セントピーター・セントポール群島での対空訓練中に2cm機銃で艦後部舷側に搭載された魚雷発射管を誤射し爆破、沈没した。
- アイオワ（アメリカ・超弩級戦艦） - 1989年4月19日、死者47名
プエルトリコ近海で実弾射撃演習中、2番主砲塔内部で爆発。
原因は静電気による装薬の引火と断定。

### 暴発・腔発
砲の作動不良等により不時発射したり、正常に発射されなかった砲弾が砲身内に留まり爆発するなどの事案である。腔発は砲身内に異物が侵入することで生起し易い。
代表的な事例
- 日向（日本・超弩級戦艦） - 1942年5月5日、死者51名
伊予灘で射撃演習中に5番主砲塔右砲が腔発、砲塔天蓋を飛散して装填室に引火[35]。
同砲塔は復旧されず、同艦の航空戦艦への改装のきっかけとなった。
- まつゆき（日本・護衛艦） - 1997年8月29日
対空射撃訓練中に76mm単装砲が暴発、訓練弾により自艦の艦首を小破。
原因は砲の部品の加工不良と取り付け間違い[36]。
- はるな（日本・護衛艦） - 1999年2月18日
舞鶴基地停泊中に高性能20mm機関砲（CIWS）の発砲回路試験中、実弾2発が不時発射され、同基地東の青葉山付近に着弾した。
原因は事故の2ヵ月前の射撃訓練時にCIWS員長が発射弾数を偽って報告し、残弾を弾薬ドラムの模擬弾のなかに隠匿していたものでCIWSの回路試験時に暴発した。また、報告は護衛艦隊司令官まで上がっていたが、民間等への被害がないこと、再発防止も容易と考えられたため、上級司令部への報告はなされなかった。事故から約4ヵ月後の6月17日に関係者からの問い合わせがあり、翌18日に公表された。これにより、護衛艦隊司令官が辞職した[37]。
- 文武大王（韓国・駆逐艦） - 2007年5月28日
鎮海湾で射撃訓練中、127mm単装砲が腔発し砲身が破裂[38]。人的被害は無く、砲身は翌月8億ウォンの費用をかけて交換された[39]。

### 誤射
何らかの理由により指定した目標以外を攻撃したり、意図に反して砲・ミサイル等が発射された等の事案である。
代表的な事例
- リチャード・M・ローウェル（アメリカ・護衛駆逐艦） - 1944年10月3日、死者79名
モルッカ諸島モロタイ島東方沖で、僚艦「シェルトン」を撃沈した日本の呂号第四一潜水艦を捜索中、居合わせた米潜「シーウルフ」を呂41潜と誤認しヘッジホッグにより攻撃、撃沈。
- ガードフィッシュ　(潜水艦)
1945年グアムアプラ港へ帰投の途中、1月23日グアム付近で友軍の救難艦エクストラクターを伊一六五型潜水艦と誤認し魚雷を発射しエクストラクターは沈没、乗員6名が犠牲になった。
査問が行われて両艦長の証言の結果波浪のせいでガードフィッシュの通信アンテナの不調、またその不調のせいで対空レーダーで通信を傍受せざるを得ず情報受信に支障が出て、またガードフィッシュもエクストラクターも敵味方識別装置作動を怠っており、2隻とも不手際が重なり起こった事故であった。
- イラン航空655便撃墜事件（アメリカ・イージス巡洋艦） - 1988年7月3日、死者290名
ホルムズ海峡で米艦「ヴィンセンズ」が、イラン航空のエアバスA300B2-203旅客機をイラン空軍のF-14A戦闘機と誤認し、スタンダードSM-1MR艦対空ミサイルにより撃墜。
- ジャレット（アメリカ・ミサイルフリゲート） - 1991年2月25日
湾岸戦争でイラク軍のシルクワーム・ミサイルに対抗するため発射したチャフを誤認したファランクスCIWSを護衛対象の戦艦ミズーリに誤射、人的被害は水兵が1名負傷したのみだった[40][41]。
- サラトガ（アメリカ・正規空母） - 1992年10月1日、死者5名
エーゲ海でNATO軍の演習中にシースパロー艦対空ミサイルを誤射、ミサイルはトルコ海軍のロバート・H・スミス級機雷敷設駆逐艦（英語版）（アレン・M・サムナー級駆逐艦の派生型）「ムアヴェネト」（元・米艦「DM-33 グウィン（英語版）」）の艦橋に命中し艦長以下5名が死亡､15名が負傷した。
- ゆうぎり（日本・護衛艦） - 1996年6月4日
環太平洋合同演習における空中標的射撃訓練で、ファランクスCIWSにより標的曳航機の米海軍A-6E艦上攻撃機を誤って撃墜。航空機の乗員は救助された。
- ミサイル艇3号（日本・ミサイル艇） - 2006年9月5日
大湊基地に停泊中、作動確認中の20mm機関砲から実弾4発、曳光弾2発、訓練弾4発が陸上へ発射された。人的被害および陸上の物的被害は無かった。
原因は抜弾忘れ。

## 潜水艦による事故
潜水艦は水中という特殊環境下で行動するため、艦の構造が独特であり、潜水艦特有の事故も多い。
潜水艦の密閉性の高さは有毒ガス発生時などの被害拡大要因になり、また潜航中の場合は一旦事故が発生すると乗員の救難は困難を極める。このため潜水艦救難専用の水上艦を保有する国が少なくない。
他の艦種に比べて秘密性が高いため、救助や原因の検証に際して制約を伴うこともある。

### 潜水艦の座礁
潜水艦は艦上からの見通しが悪いうえ、水上における操舵性も水上艦船に比べて一般に劣るため、調査済の航路以外の沿海での行動は座礁の危険が大きい。
代表的な事例
- ウィスキー・オン・ザ・ロック（ソ連） - 1981年10月27日
バルト艦隊所属の613型潜水艦（ウィスキー型）「S-363」が航法を誤り、ソ連からはバルト海の対岸であるスウェーデンのブレーキンゲ県沿岸の岩礁に座礁し行動不能に。ソ連政府は領海侵犯でスウェーデン政府に陳謝する事態となった。
- 江陵浸透事件（北朝鮮） - 1996年9月18日
韓国に潜入していた工作員を収容しに韓国東岸の江陵市沿岸に接近したサンオ型潜水艦（艦名不明）が座礁。乗員26名は艦を放棄し上陸して逃亡・潜伏したため、韓国陸軍・警察が大規模な掃討作戦を49日間実施した。

### 浮上中の潜水艦との衝突
潜水艦は浮上状態であっても乾舷や全高が極端に低く、加えて水上からの被発見の可能性を減ずるために暗色の船体塗粧が施されていることが多いため、他艦船からの視認性が非常に低い。このことは平時でも衝突事案の生起し易い要因となっている。
代表的な事例
- メイ島の戦い（イギリス） - 1918年1月31日
水上部隊とそれに随伴する潜水戦隊が灯火管制下でフォース湾を出撃する際、メイ島付近で陣形の乱れから多重衝突。K級潜水艦の2隻が沈没、K級4隻と偵察巡洋艦「フィアレス」が大破、巡洋戦艦「インフレキシブル」も損傷した。
- 伊号第六十三潜水艦（日本）と伊号第六十潜水艦（日本） - 1939年2月2日、死者81名
襲撃訓練準備のため水ノ子島灯台北西の豊後水道に伊63潜が暗夜漂泊中、接近してきた伊60潜が伊63潜の右舷中央部に衝突。伊63潜は沈没し全員死亡、伊60潜は艦首を大破。
伊60潜は自艦の配備位置を伊63潜のものと取り違えており、また現場では伊63潜の灯火を見誤っていた。
- 伊号第六十一潜水艦（日本） - 1941年10月2日、死者70名
烏帽子島灯台南西の壱岐水道を夜間浮上航行中、反航する特設砲艦「木曽丸」（大阪商船貨物船）に左舷後部に衝突され沈没。生存者2名。
伊63潜の事故後に装備された側灯（太平洋戦争開戦後に廃止）が活用されず、マスト灯と側灯を消灯していたため再度の事故となった。
- 潜水艦なだしお遊漁船第一富士丸衝突事件（日本） - 1988年7月23日、死者30名
横須賀港沖で、浮上航行中の潜水艦「なだしお」と遊漁船「第一富士丸」が衝突し、「第一富士丸」が沈没。救難設備の少ない潜水艦の構造が迅速な救助を困難にし、犠牲者数を増す一因となったとも言われる。
- パコーチャ（ペルー） - 1988年8月26日、死者8名
カヤオ港沖で、薄暮と霧の中で浮上航行中の「パコーチャ」と日本の鮪延縄漁船「第八共和丸」が衝突し、「パコーチャ」が沈没。同潜水艦は米潜「アトゥル」の後身で、当時艦齢44年の老朽艦であった。

### 水中の潜水艦と水上艦との衝突
潜水艦は特に水中からの浮上時において聴音による周囲確認が鈍るため、水上を航行中の艦船に衝突する事案がたびたび生起している。
代表的な事例

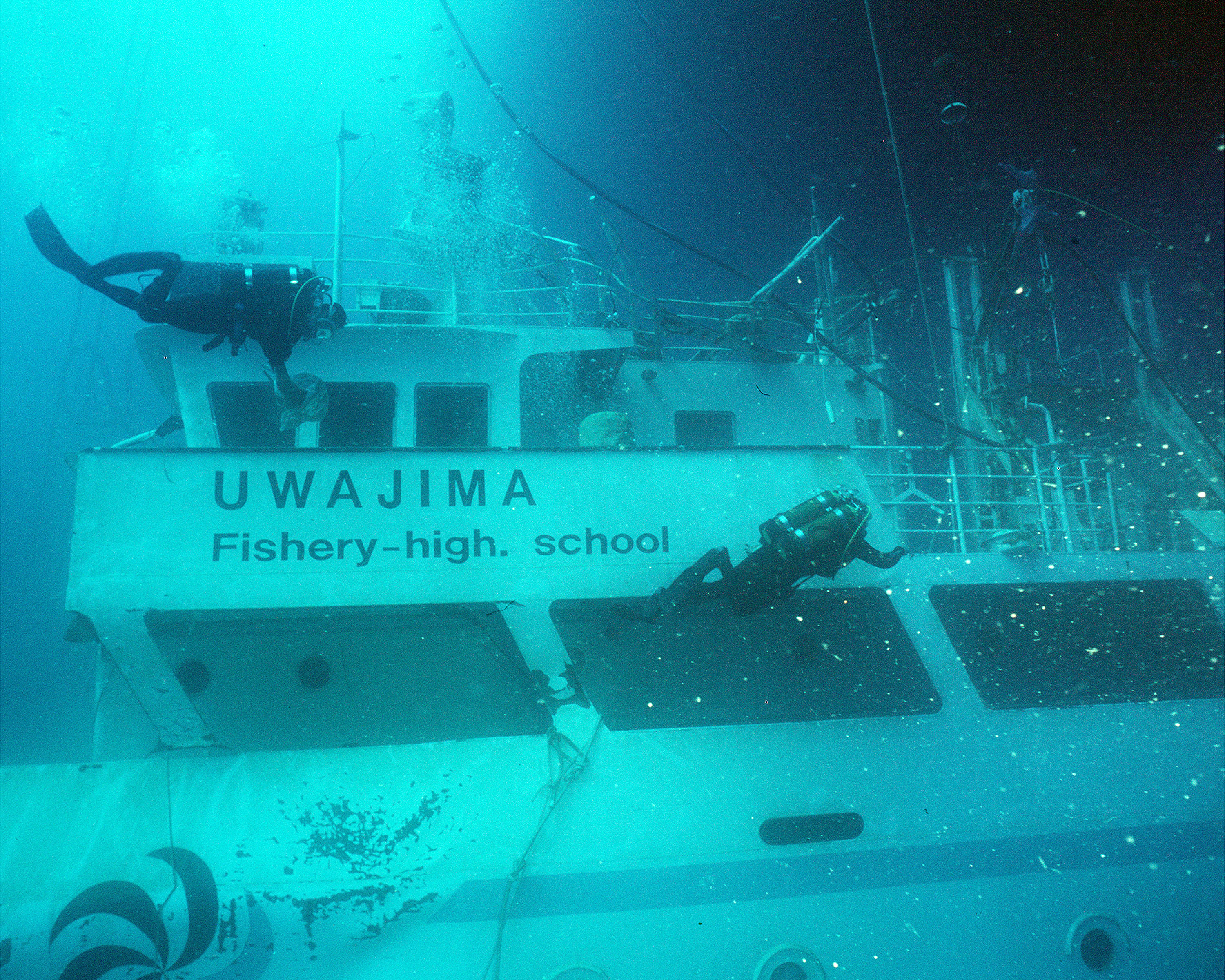
潜水調査を受ける、沈没した「えひめ丸」

- 第四三号潜水艦（日本）と龍田（日本・軽巡洋艦） - 1924年3月19日、死者45名
佐世保湾を航行中に衝突、43号潜が沈没し全員死亡。
同潜水艦は翌月浮揚され、修理の後再就役。同年11月1日「呂号第二十五潜水艦」に改称された。
- スルクフ（自由フランス） - 1942年2月18日、死者130名（一説に150名）
パナマ運河北方のカリブ海で暗夜、アメリカの貨物船「トムソン・ライクス」に衝突されて沈没し、全員死亡。貨物船は衝突相手を交戦国ドイツのUボートと思い、停船しなかった。
- 貨物船日昇丸潜水艦ジョージ・ワシントン衝突事件（アメリカ） - 1981年4月9日、死者2名
甑島列島南西沖の東シナ海で、潜望鏡深度で航行していた原潜「ジョージ・ワシントン」と日本の貨物船「日昇丸」が衝突。「日昇丸」は沈没、「ジョージ・ワシントン」はセイル前端を小破。同艦は救助活動も救助要請の連絡もせずに現場を去ったため、当て逃げとして非難された。
- 水産実習船えひめ丸潜水艦グリーンビル衝突事故（アメリカ） - 2001年2月10日、死者9名
オアフ島南方近海で、原潜「グリーンビル」が緊急浮上訓練の際に愛媛県立宇和島水産高等学校の漁業実習船「えひめ丸」に衝突、「えひめ丸」が沈没。
原因は「グリーンビル」側のソナー監視不十分。

### 潜水艦どうしの水中衝突
潜航中の潜水艦どうしが水中で衝突する事案が、時折報告されている。原因としては、現代の潜水艦は水中ではほぼ無音で行動するため、すぐ近くを航行していても互いの存在に気付かないものと考えられている。
代表的な事例
- コストロマ（ロシア）とバトンルージュ（アメリカ） - 1992年2月11日
ムルマンスク州沖のバレンツ海で水中衝突。「コストロマ」はセイル前部を凹損、「バトンルージュ」も数ヶ所の凹損や擦過傷を負った。
「コストロマ」は同年6月29日に修理完了[42]。「バトンルージュ」は帰港後二度と航海に出ずに翌年退役、後に除籍・解体。
- ヴァンガード（イギリス）とル・トリオンファン（フランス） - 2009年2月4日[43]
ともに大西洋の深海を潜航中、ほぼ正面から衝突。両艦とも艦首を破損して母港に帰港した。

### 浮上不能事故
潜航中の漏水ないし船体破損による浸水で浮上不能となった事案である。海上公試の潜航試験において事故があった場合、造船所職員の民間人が犠牲になることもある。
代表的な事例
- 第六潜水艇（日本） - 1910年4月15日、死者14名
岩国港沖の広島湾で潜航訓練中、吸気筒から浸水し浮上不能となり、全員死亡。乗員が最期まで冷静に持ち場につき、また艇長は原因の記録等を記した遺書を残していたため、美談として有名になった。
艇は事故後再就役し、晩年には「第六潜水艦」に改称された。
- スコーラス（アメリカ） - 1939年5月23日、死者23名
ポーツマス沖で潜航試験中、後部機関室より浸水し沈没。レスキュー・チェンバーを用いた救難作戦が史上初めて実施され、33名が救出された。
艦は同年9月浮揚され、翌年「セイルフィッシュ」に改称されて再就役した。
- セティス（イギリス） - 1939年6月1日、死者94名
リバプール湾で海上公試の潜航試験中、艦首魚雷発射管より浸水し沈没、全員死亡。
艦は同年10月浮揚され、翌年「サンダーボルト」に改称されて就役した。
- ランセットフィッシュ（アメリカ） - 1945年3月15日、係留中の点検の際、後部魚雷発射管から浸水し沈没、8日後に引き上げ同月24日退役
- スレッシャー（アメリカ） - 1963年4月10日、死者129名
マサチューセッツ州ケープコッド東方沖で潜航試験中に圧壊沈没し全員死亡。内部波ないし何らかの衝突に起因する配管からの漏水で、原子炉が緊急停止し、深度制御不能に陥ったと言われる[44]。放射性物質漏出は無い。事故をきっかけに安全対策を大改革。ただし、機密解除された当時のSOSUSのデータから、実際には原子炉の分電盤の故障が事故の原因である可能性が高いとされる。
- ミネルブ（Minerve）（フランス） - 1968年1月27日、死者52名
トゥーロンの沖合約30kmで演習中に沈没した。原因は船舶との衝突やミサイルの爆発、換気システムの故障などが取り沙汰されたが、判明していない。沈没後、2度にわたり計18日間捜索したが発見できなかった[45]。
2019年7月22日、トゥーロン沖45km、水深2,370メートルの海底で残骸を発見した。事故後50年の2018年10月、乗員の家族が捜索再開を強く求め、2019年2月に捜索を再開していた[45]。
- 629型潜水艦K-129（ソ連） - 1968年3月8日、死者98名
ハワイ諸島北西の水深4,900mの深海に沈没。全員死亡。原因は不明。
アメリカはこの沈没船体を極秘裡に揚収・取得する特殊作戦「プロジェクト・ジェニファー」を立案、そのための特殊サルベージ船と全没水式艀を建造し、1974年に船体の一部の揚収に成功したとされる。

### 火災・爆発
艦内の動力プラント・燃料・搭載弾薬等が何らかの要因により発火ないし爆発した事案である。
代表的な事例
- S級潜水艦 S-49（アメリカ） - 1926年4月20日、死者4名
ニューロンドン海軍潜水艦基地で繋留中、バッテリー電解液の比重確認のためカバーを外した瞬間にバッテリーが爆発。12名が負傷し、うち4名が死亡[46]。
- スコーピオン（アメリカ） - 1968年5月22日、死者99名
アゾレス諸島南西沖の大西洋で爆発・沈没し全員死亡。放射性物質漏出は無い。
原因は事故調査報告書によると投棄したマーク37魚雷の円周走による命中とされるが、電池室への浸水で電池が爆発したとの異論もある。
- ユーリディス（Eurydice）（フランス） - 1970年3月4日、死者57名
地中海で消息を絶った。潜航中に爆発事故を起こしたものと推察されている[47]。
- コムソモレツ（ソ連） - 1989年4月7日、死者42名
ビュルネイ島南西のノルウェー海で、艦尾舵取機室区画の火災をきっかけに、全電力停止、原子炉緊急停止、艦内各所での火災、艦内空気の一酸化炭素汚染などが連鎖的に発生。事故発生後浮上していたが、艦尾区画の酸素発生装置の爆発で艦尾から浸水し、沈没。放射性物質漏出は無い。
- クルスク（ロシア） - 2000年8月12日、死者118名
セヴェロモルスク沖のバレンツ海で潜航訓練中、艦首魚雷発射管室で爆発が起こり沈没。当初は外国の救難支援を拒絶したが、途中から受け入れた。最終的に救出できなかったが、事故直後は23名以上の生存者があった[48]。放射性物質漏出は無い。

## 原子力艦の核事故
原子力船は民用としてはものにならなかったが、軍用としては一部の大国の潜水艦と大型水上艦を中心に普及をみせた。中でも最も数的に普及した艦種は原子力潜水艦である。1950年代に出現以来かなりの多数が就役したため、中には原子力事故の発生したものもある。原子力事故に限らず、原子力艦の事故時には放射性物質の艦外漏出が危惧される。
代表的な事例
原子力事故#主な軍事原子力事故を参照。

## 搭載航空機による事故
20世紀に入って航空機が登場して以降、軍艦は様々な航空機を搭載するようになった。しかし狭くて揺れる艦上での航空機の運用は機体の移動・格納からして危険を伴い、加えて航空燃料としての多量の軽質油（特にガソリンは揮発・引火し易い）のほか、航空機搭載用の武器・弾薬も扱われるため、平時より大変な危険を負うこととなった。このことはダメージコントロールの研究を進化させ、水上機母艦や航空母艦の設計には火災への対策が重視されるようになった。
実際、航空機による事故は多数生起しており、航空機を運用する軍艦にとって事故は身近な存在である。特に艦上機の航空母艦への着艦は「制御された墜落」と形容されるほど危険度の高い作業であり、着艦失敗による事故は少なくない。
代表的な事例

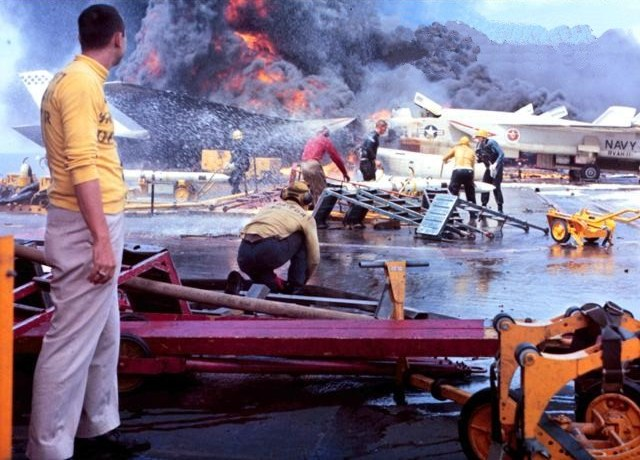
「フォレスタル」艦上の航空機火災

- フォレスタル（アメリカ・正規空母） - 1967年7月29日、死者・行方不明者134名、負傷者62名
F-4艦上戦闘機から一発のズーニー・ロケット弾が誤って発射され、A-4艦上攻撃機に直撃、燃料タンクの破裂を引き起こし火災が発生。
- エンタープライズ（アメリカ・原子力空母） - 1969年1月14日、死者27名、負傷者314名
発艦準備中のF-4艦上戦闘機の排気が別の機体に装備されたズーニー・ロケット弾を引火爆発させた。搭載機15機が炎上し、2ヶ月余の修理を要する大損害となった。
- ニミッツ（アメリカ・原子力空母） - 1981年5月26日、死者14名、負傷者45名
EA-6B艦上電子戦機が着艦に失敗し、飛行甲板に激突・炎上。